# Panoramahöhe (Bielatal)
Die Panoramahöhe (425,8 m ü. NHN) ist eine Erhebung in der linkselbischen Sächsischen Schweiz.

## Lage und Umgebung
Die Panoramahöhe erhebt sich westlich des Ortes Bielatal. Von dieser Aussicht hat man einen Rundumblick auf den Ort Bielatal, das Elbsandsteingebirge und das Dresdener Elbland mit Dresdener Fernsehturm.
Man sieht:
- Festung Königstein
- Lilienstein
- Pfaffenstein mit Barbarine
- Gohrisch
- Papststein
- Schrammsteine
- Großer Zschirnstein
- Hoher Schneeberg
- Cottaer Spitzberg